# Lawrence Gilliard Jr.
Lawrence Gilliard Jr. (Nova Iorque, 22 de setembro de 1971) é um ator norte-americano. Ele é talvez mais conhecido por seu personagem D'Angelo Barksdale, na série dramática The Wire, um papel que lhe rendeu elogios da crítica. Ele é também recentemente conhecido por seu papel como Bob Stookey na série de drama e horror da AMC, The Walking Dead.

## Biografia
Lawrence Gilliard nasceu em Nova Iorque. Ele e sua família mudaram-se para Baltimore, quando ele tinha 7 anos. Gilliard estudou música clássica na Baltimore School for the Arts, mas decidiu seguir carreira atuando no teatro. Ele fez sua estreia no cinema como protagonista no filme independente Straight Out of Brooklyn (1991). Ele estudou interpretação na Academia Americana de Artes Dramáticas, The Acting Studio-New York (anteriormente Inc.),
Ele é casado com Michelle Paress, que se juntou ao elenco de The Wire na quinta temporada.